# هنری آگوستوس اسمیت
هنری آگوستوس اسمیت (انگلیسی: Henry Augustus Smyth; ۲۵ نوامبر ۱۸۲۵ – ۱۹ سپتامبر ۱۹۰۶) فرد نظامی اهل پادشاهی متحد بریتانیای کبیر و ایرلند بود.